# Vincent Gaddis
Vincent Hayes Gaddis (Ohio, 28 dicembre 1913 – Eureka, 26 febbraio 1997) è stato uno scrittore statunitense che coniò la frase triangolo delle Bermuda nel febbraio del 1964 in un articolo sulla rivista Argosy.

## Biografia
Figlio di Tilden H. e Alice M. (Smith) Gaddis, sposò Margaret Paine Read il 14 luglio 1947. 
Fu giornalista, inviato speciale e scrittore lavorando per una radio privata dello Stato dell'Indiana dal 1947 al 1952. Scrisse poi per il quotidiano Elkhart Truth di Elkhart dal 1952 al 1959. Si occupò poi di pubbliche relazioni per la Studebaker-Packard Corporation e per la Mercedes Benz a South Bend (Indiana). Nel 1962 divenne uno scrittore free-lance dedicandosi alla trattazione di storie relative a fenomeni anonimi o paranormali. Fra esse è nota quella relativa alla sparizione del cargo olandese Ourang Medan avvenuta nelle acque indonesiane nel giugno 1947.

## Opere
- Winona Lake: A Memory and A Vision, 1949
- Invisible Horizons: True Mysteries of the Sea, 1965
- Mysterious Fires and Lights, 1967
- Wide World of Magic, 1967
- Strange World of Animals and Pets, 1970
- The Curious World of Twins, 1972
- Courage in Crisis: Dramatic Tales of Heroism in the Face of Danger, 1973
- American Indian Myths and Mysteries, 1977, ISBN 0-88029-755-7
- Gold Rush Ghosts, 1990, ISBN 0-945685-06-8